# Ланца, Джованни
Джованни Ланца (итал. Giovanni Lanza; 15 февраля 1810, Казале-Монферрато, Пьемонт, — 9 марта 1882, Рим, Италия) — итальянский политик и государственный деятель, возглавлял кабинет министров Италии с 14 декабря 1869 по 10 июля 1873.

## Биография
Врач по профессии, Ланца в 1848 году участвовал в войнах за освобождение Италии.
В палате депутатов Джованни Ланца принадлежал сначала к левой, а затем к левоцентристской партии, но позднее примкнул к правой.
В 1855—58 годах в кабинете Камилло Бензо ди Кавура занимал пост министра народного просвещения, где успел провести реформу итальянской школьной системы.
В 1858—59 годах был министром финансов.
В 1864—65 годах выполнял обязанности министра внутренних дел в кабмине Ламарморы.
В 1867—68 и 1869 году был председателем палаты.
В 1869—73 годах возглавлял правительство Италии.
Ланца является основателем газеты «Opinione».
Джованни Ланца скончался 9 марта 1882 года в итальянской столице.